# لوكاس ويلاشيك
لوكاس ويلاشيك (بالألمانية: Lukas Wilaschek)‏ (مواليد 30 أبريل 1981) هو ملاكم ألماني، مثّل بلاده في الألعاب الأولمبية الصيفية 2004.

## روابط خارجية
لوكاس ويلاشيك على موقع بوكس ريك (الإنجليزية) (registration required)
- لوكاس ويلاشيك على موقع أوليمبيديا (الإنجليزية)